# Governatore della Banca d'Inghilterra
Il governatore della Banca d'Inghilterra (in inglese Governor of the Bank of England) è la posizione più alta all'interno della Banca d'Inghilterra.
Normalmente accedono a tale carica persone che lavorano già all'interno della Banca. Tuttavia, dal 2013 al 2020 il governatore è stato Mark Carney, già governatore della Banca del Canada, il primo non britannico ad essere nominato al vertice della Banca d'Inghilterra nonché 120ª persona a ricoprire questo ruolo. 
Il governatore della Banca d'Inghilterra è anche presidente del “Monetary Policy Committee” (it: Comitato di politica monetaria), con un ruolo di guida nazionale politica economica e monetaria, ed è pertanto uno dei funzionari pubblici più importanti del Regno Unito.

## Governatori della Banca d'Inghilterra (1694–)
| N°  | Governatore                              | Mandato            |
| --- | ---------------------------------------- | ------------------ |
| 1   | Sir John Houblon                         | 1694–1697          |
| 2   | Sir William Scawen                       | 1697–1699          |
| 3   | Nathaniel Tench                          | 1699–1701          |
| 4   | John Ward                                | 1701–1703          |
| 5   | Abraham Houblon                          | 1703–1705          |
| 6   | Sir James Bateman                        | 1705–1707          |
| 7   | Francis Eyles                            | 1707–1709          |
| 8   | Sir Gilbert Heathcote                    | 1709–1711          |
| 9   | Nathaniel Gould                          | 1711–1713          |
| 10  | John Rudge                               | 1713–1715          |
| 11  | Sir Peter Delmé                          | 1715–1717          |
| 12  | Sir Gerard Conyers                       | 1717–1719          |
| 13  | John Hanger                              | 1719–1721          |
| 14  | Sir Thomas Scawen                        | 1721–1723          |
| 15  | Sir Gilbert Heathcote                    | 1723–1725          |
| 16  | William Thompson                         | 1725–1727          |
| 17  | Humphry Morice                           | 1727–1729          |
| 18  | Samuel Holden                            | 1729–1731          |
| 19  | Sir Edward Bellamy                       | 1731–1733          |
| 20  | Horatio Townshend                        | 1733–1735          |
| 21  | Bryan Benson                             | 1735–1737          |
| 22  | Thomas Cooke                             | 1737–1740          |
| 23  | Delillers Carbonnel                      | 1740–1741          |
| 24  | Stamp Brooksbank                         | 1741–1743          |
| 25  | William Fawkener                         | 1743–1745          |
| 26  | Charles Savage                           | 1745–1747          |
| 27  | Benjamin Longuet                         | 1747–1749          |
| 28  | William Hunt                             | 1749–1752          |
| 29  | Alexander Sheafe                         | 1752–1754          |
| 30  | Charles Palmer                           | 1754–1756          |
| 31  | Matthews Beachcroft                      | 1756–1758          |
| 32  | Merrick Burrell                          | 1758–1760          |
| 33  | Bartholomew Burton                       | 1760–1762          |
| 34  | Robert Marsh                             | 1762–1764          |
| 35  | John Weyland                             | 1764–1766          |
| 36  | Matthew Clarmont                         | 1766–1769          |
| 37  | William Cooper                           | 1769–1771          |
| 38  | Edward Payne                             | 1771–1773          |
| 39  | James Sperling                           | 1773–1775          |
| 40  | Samuel Beachcroft                        | 1775–1777          |
| 41  | Peter Gaussen                            | 1777–1779          |
| 42  | Daniel Booth                             | 1779–1781          |
| 43  | William Ewer                             | 1781–1783          |
| 44  | Richard Neave                            | 1783–1785          |
| 45  | George Peters                            | 1785–1787          |
| 46  | Edward Darell                            | 1787–1789          |
| 47  | Mark Weyland                             | 1789–1791          |
| 48  | Samuel Bosanquet                         | 1791–1793          |
| 49  | Godfrey Thornton                         | 1793–1795          |
| 50  | Daniel Giles                             | 1795–1797          |
| 51  | Thomas Raikes                            | 1797–1799          |
| 52  | Samuel Thornton                          | 1799–1801          |
| 53  | Job Mathew Raikes                        | 1801–1802          |
| 54  | Joseph Nutt                              | 1802–1804          |
| 55  | Benjamin Winthrop                        | 1804–1806          |
| 56  | Beeston Long                             | 1806–1808          |
| 57  | John Whitmore                            | 1808–1810          |
| 58  | John Pearse                              | 1810–1812          |
| 59  | William Manning                          | 1812–1814          |
| 60  | William Mellish                          | 1814–1816          |
| 61  | Jeremiah Harman                          | 1816–1818          |
| 62  | George Dorrien                           | 1818–1820          |
| 63  | Ammiraglio della flotta Sir Charles Pole | 1820–1822          |
| 64  | John Bowden                              | 1822–1824          |
| 65  | Cornelius Buller                         | 1824–1826          |
| 66  | John Baker Richards                      | 1826–1828          |
| 67  | Samuel Drewe                             | 1828–1830          |
| 68  | John Horsley Palmer                      | 1830–1833          |
| 69  | Richard Mee Raikes                       | 1833–1834          |
| 70  | James Pattison                           | 1834–1837          |
| 71  | Timothy Abraham Curtis                   | 1837–1839          |
| 72  | Sir John Reid                            | 1839–1841          |
| 73  | Sir John Pelly                           | 1841–1842          |
| 74  | William Cotton                           | 1842–1845          |
| 75  | John Benjamin Heath                      | 1845–1847          |
| 76  | William Robinson                         | aprile–agosto 1847 |
| 77  | James Morris                             | 1847–1849          |
| 78  | Henry James Prescot                      | 1849–1851          |
| 79  | Thomson Hankey                           | 1851–1853          |
| 80  | John Hubbard                             | 1853–1855          |
| 81  | Thomas Matthias Weguelin                 | 1855–1857          |
| 82  | Sheffield Neave                          | 1857–1859          |
| 83  | Bonamy Dobrée                            | 1859–1861          |
| 84  | Alfred Latham                            | 1861–1863          |
| 85  | Kirkman Hodgson                          | 1863–1865          |
| 86  | Henry Lancelot Holland                   | 1865–1867          |
| 87  | Thomas Newman Hunt                       | 1867–1869          |
| 88  | Robert Wigram Crawford                   | 1869–1871          |
| 89  | George Lyall                             | 1871–1873          |
| 90  | Benjamin Buck Greene                     | 1873–1875          |
| 91  | Hucks Gibbs                              | 1875–1877          |
| 92  | Edward Howley Palmer                     | 1877–1879          |
| 93  | John William Birch                       | 1879–1881          |
| 94  | Henry Grenfell                           | 1881–1883          |
| 95  | John Saunders Gilliat                    | 1883–1885          |
| 96  | James Pattison Currie                    | 1885–1887          |
| 97  | Mark Collet                              | 1887–1889          |
| 98  | William Lidderdale                       | 1889–1892          |
| 99  | David Powell                             | 1892–1895          |
| 100 | Albert George Sandeman                   | 1895–1897          |
| 101 | Hugh Colin Smith                         | 1897–1899          |
| 102 | Samuel Steuart Gladstone                 | 1899–1901          |
| 103 | Sir Augustus Prevost                     | 1901–1903          |
| 104 | Samuel Morley                            | 1903–1905          |
| 105 | Alexander Falconer Wallace               | 1905–1907          |
| 106 | William Middleton Campbell               | 1907–1909          |
| 107 | Reginald Eden Johnston                   | 1909–1911          |
| 108 | Alfred Clayton Cole                      | 1911–1913          |
| 109 | Walter Cunliffe                          | 1913–1918          |
| 110 | Brien Cokayne                            | 1918–1920          |
| 111 | Montagu Norman                           | 1920–1944          |
| 112 | Lord Catto                               | 1944–1949          |
| 113 | Lord Cobbold                             | 1949–1961          |
| 114 | Lord Cromer                              | 1961–1966          |
| 115 | Sir Leslie O'Brien                       | 1966–1973          |
| 116 | Gordon Richardson                        | 1973–1983          |
| 117 | Robin Leigh-Pemberton                    | 1983–1993          |
| 118 | Sir Edward George                        | 1993–2003          |
| 119 | Sir Mervyn King                          | 2003–2013          |
| 120 | Mark Carney                              | 2013–2020          |
| 121 | Andrew Bailey                            | 2020–in carica     |